# Quadricalcarifera subgriseoviridis
Quadricalcarifera subgriseoviridis är en fjärilsart som beskrevs av Sergius G. Kiriakoff 1963. Quadricalcarifera subgriseoviridis ingår i släktet Quadricalcarifera och familjen tandspinnare. Inga underarter finns listade.